# Kutanja (Chorwacja)
Kutanja – wieś w Chorwacji, w żupanii karlowackiej, w mieście Slunj. W 2011 roku liczyła 2 mieszkańców.